# Jeskyně krystalů

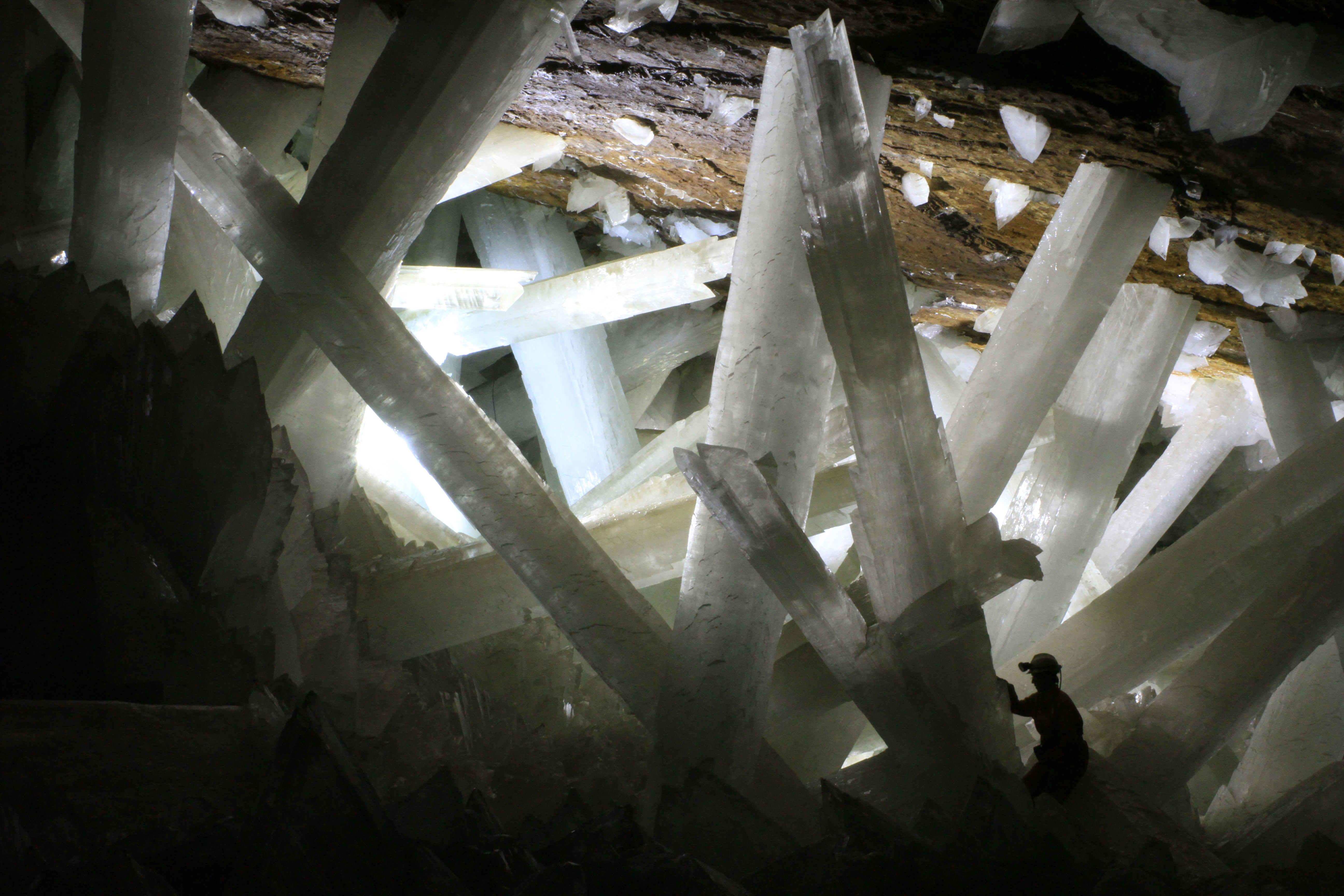
Interiér jeskyně

Jeskyně krystalů, španělsky Cueva de los cristales, je jeskyně nacházející se nedaleko města Naica v mexickém státě Chihuahua. Objevili ji v dubnu roku 2000 při ražení chodby Juan a Pedro Sanchezovi, pracovníci místního dolu na stříbro patřícího firmě Peñoles. Jeskyně je proslulá krystaly selenitu (odrůda sádrovce), z nichž největší je dvanáct metrů dlouhý, čtyři metry široký a váží 55 tun.
Jeskyně má tvar podkovy. Nachází se v hloubce 300 metrů, je dlouhá 109 metrů a 12 metrů vysoká. Teplota přesahuje 50 °C a vlhkost 90 %, na ochranu mikroklimatu jeskyně byla vybudována betonová stěna s železnými vraty a je přístupná pouze odborníkům. Byly zde nalezeny mikroby, jejichž stáří se odhaduje na padesát tisíc let.
Druhou největší podzemní prostorou, které byla odkryta při těžbě v Dole Naica, je 105 metrů dlouhá Jeskyně mečů (Cueva de las Espadas). Tato jeskyně, která byla objevena již v roce 1910, leží blíže k povrchu v hloubce 120 metrů. Je rovněž plná krystalů, ovšem nanejvýše jeden metr dlouhých, které se podobají lesklým dýkám – odtud je odvozen název jeskyně.